# Mikołaj z Poggibonsi
Mikołaj z Poggibonsi OFM, łac. Nicolaus de Podiobonito (ur. XIV w. w Poggibonsi, zm. XIV w.) − włoski franciszkanin, podróżnik, autor opisu podróży do Ziemi Świętej Libro d'Oltramare (wł. Księga o zamorskich krainach), wydanego pierwszy raz w 1500.

## Życiorys
Mikołaj urodził się w Poggibonsi w Toskanii w XIV w. Wraz siedmioma towarzyszami, z których jeden miał umrzeć podczas wyprawy, wyruszył przez Wenecję i Cypr do Ziemi Świętej w 1346. Na Cyprze spędził szereg miesięcy, służąc królowi Hugo IV Cypryjskiemu. Z Cypru wyruszył do Jafy w Palestynie. Odwiedził miejsca święte w Jerozolimie i Ziemi Świętej. Dotarł do Damaszku. Próbował dostać się też do Babilonu i Bagdadu. W Bejrucie wsiadł na statek do Egiptu. Odwiedził Aleksandrię, Babilonię Egipską czyli starą część Kairu, tzw. Fustat, nową część i miejsca biblijne na Półwyspie Synajskim wraz z Klasztorem Świętej Katarzyny. Przez Gazę wrócił do Delty Nilu, do Damietty, gdzie wsiadł na okręt odpływający na Cypr. Z Cypru miał już wrócić do ojczyzny, ale podróż przedłużyła się. Przez wybrzeża Turcji, Trypolis, Bałkany do Wenecji Mikołaj dotarł pod koniec 1349. Po jakimś czasie spędzonym w Ferrarze, do rodzinnego Poggibonsi franciszkanin powrócił na wiosnę 1350.

## Libro d'Oltramare
Opis podróży sporządzony przez zakonnika z Poggibonsi jest bogaty we wszelkiego rodzaju szczegóły dotyczące przybyłych odległości, odwiedzanych miejsc, zapłaconych myt i uzyskanych odpustów. Opisy miast i budynków w nich się znajdujących jest zadziwiająco szczegółowy, rzecz bardzo niespotykana, jeśli chodzi o opisy pielgrzymek do Ziemi Świętej z okresu późnego średniowiecza. Franciszkanin przez cztery miesiące pozostał na służbie w bazylice Bożego Grobu, tzn. mieszkając w jej wnętrzu, jak to ma miejsce i w czasach obecnych. W opisie Nazaretu zwraca uwagę zrujnowane sanktuarium Domku Nazaretańskiego. W 1289 pątnicy opisywali jeszcze istniejący dom. Franciszkanin zanotował już tylko istnienie samej Groty Zwiastowania wraz z trzema przylegającymi ścianami. Podróż Mikołaja z Poggibonsi była też szczególnie długa w porównaniu z innymi z tego okresu. Zamiast wziąć udział w podróży na Górę Tabor, tego typu wyprawy były nawet zwyczajowo organizowane przez Wenecjan, Mikołaj wolał wyruszyć do Syrii i Egiptu. Nawet tak na szeroką skalę zaplanowane podróże-pielgrzymki nie trwały zwykle pięć lat. Podróż wydłużył pobyt na Cyprze, gdzie, nie mając pieniędzy na dalszą podróż, zakonnik pracował dla tamtejszego chrześcijańskiego władcy. Libro d'Oltramare zostało przetłumaczone na język niemiecki około 1467 przez Gabriela Muffela z Norymbergi. Ilustrowany rękopis niemieckiego tłumaczenia, uważany był za rzekomy opis wizyty samego Muffela w Ziemi Świętej. Wczesne manuskrypty Libro d'Oltramare nie były ilustrowane. Pierwszy włoski druk dzieła Mikołaja był tłumaczeniem z niemieckiego i ukazał się w 1500 w Bolonii. Wydanie to, zatytułowane Viazo da Venesia al Sancto Iherusalem, zilustrowane zostało 145 drzeworytami. Wznawiano je aż 26 razy przed rokiem 1600.